# Tigrioides minima
Tigrioides minima är en fjärilsart som beskrevs av George Francis Hampson 1903. Tigrioides minima ingår i släktet Tigrioides och familjen björnspinnare. Inga underarter finns listade i Catalogue of Life.